# ティム・ストーリー (作曲家)
ティム・ストーリー（Tim Story, 1957年 - ）は、フィラデルフィア出身の音楽家。主にピアノとシンセサイザー、テープループを使用した独特な電子音楽を作り続けている。
サティ、ドビュッシー、バルトーク、ペルト、マイルス・デイヴィス、コルトレーン、スティーヴ・ライヒ、ドワイト・アッシュリー、Can、Cluster、ロバート・ワイアットを含むさまざまな音楽に影響を受けている。

## 主な作品と受賞歴
NPRのドキュメンタリーである "In Search of Angels"（1994年）、"Caravan"（2005年）では音楽を担当し、1988年製作の映画 "Legend of Sleepy Hollow" ではグラミー音楽賞にノミネート、ビルボード誌の賞の一つNAIRDアワードにノミネートされた。
現在ティムはオハイオ州の小さな町、モーミー在住。